# Filip (książę Saksonii-Merseburga-Lauchstädt)
Filip (ur. 26 października 1657, zm. 1 lipca 1690)  – książę Saksonii-Merseburga-Lauchstädt. Pochodził z rodu Wettynów.
August był synem Christiana I i Chrystiany z Szlezwika-Holsztynu-Sonderburga-Glücksburga. 9 lipca 1684 ożenił się z Eleonorą z Saksonii-Weimaru, córką Jana Ernsta II, księcia Saksonii-Weimaru i Krystyny z Szlezwika-Holsztynu-Sonderburg-Franzhagen. Drugi raz ożenił się 17 sierpnia 1688 z Luizą Wirtemberską-Oleśnicką, córkę Krystiana Ulryka I, księcia oleśnickiego z pierwszego małżeństwa z Anną Elżbietą Anhalt-Bernburg.

## Potomstwo
- z Eleonorą:
  - Christiana Ernestina (ur. 16 września 1685, zm. 20 czerwca 1689)
  - Johann Wilhelm (ur. 27 stycznia 1687, zm. 21 czerwca 1687)
- z Luizą:
  - Christian Ludwig (ur. 21 lipca 1689, zm. 6 czerwca 1690)[1]